# Mirosław Pawlisz
Mirosław Pawlisz (ur. 9 czerwca 1911 w Przemyślu, zm. 12 lutego 1945 pod Borujskiem) – uczestnik II wojny światowej, w szeregach Wojska Polskiego i ludowego Wojska Polskiego.
Syn Jana i Ludwiki Pawliszów. Po zakończeniu edukacji na poziomie szkoły średniej, w latach 1930-1931 odbył kurs w szkole podchorążych przy 5 Pułku Strzelców Podhalańskich. Następnie kontynuował naukę na Uniwersytecie Jagiellońskim w Krakowie, i po jej ukończeniu rozpoczął pracę jako adwokat. W 1939 roku uczestniczył w walkach obronnych prowadzonych przez Wojsko Polskie w czasie agresji niemieckiej na Polskę. Walczył w rejonie Warszawy i Modlina, za co został odznaczony Krzyżem Walecznych.  
Latem 1943 roku jako ochotnik wstąpił do armii polskiej utworzonej w Związku Radzieckim. Służbę w armii polskiej rozpoczął w stopniu chorążego w 5 pułku piechoty w 2 DP. Wraz z pułkiem uczestniczył w 
walkach o wyzwolenie Warszawy i w działaniach bojowych prowadzonych w czasie przełamania Wału Pomorskiego.
Poległ w czasie walk z armią niemiecką prowadzonych w rejonie Borujska i Żabina. Został zabity przez niemieckiego snajpera.

## Ordery i odznaczenia
- Krzyż Walecznych[1]